# Middlebury (Vermont, statisztikai település)
Middlebury statisztikai település az Amerikai Egyesült Államok Vermont államában, Addison megyében. Lakosainak száma 7304 fő (2020. április 1.).

## Népesség
A település népességének változása:

| 2010 | 6 588 |
| 2020 | 7 304 |